# Bandera pirata

Típica Jolly Roger.

«Jolly Roger» es el nombre que recibe la bandera tradicional de los piratas de Europa y América. La más conocida es la negra con una calavera cruzada por huesos en blanco, usada por Edward England. Sin embargo, existe una gran cantidad de variantes. Jack Rackham (Jack el Calicó) y Thomas Tew usaban variaciones con espadas. Edward Teach (alias Barbanegra) utilizaba un esqueleto sosteniendo un reloj de arena en una mano y un dardo o lanza en la otra, al tiempo que permanecía al lado de un corazón sangrante. Bartholomew Roberts (también conocido como Black Bart) empleaba dos variaciones: un hombre y un esqueleto que sostienen una lanza en una mano, mientras que juntos agarran un reloj de arena o una copa o un hombre armado de pie sobre dos calaveras sobre las letras ABH y AMH (A Barbadian's Head y A Martinican's Head, que simbolizan las calaveras de los gobernadores de Barbados y de Martinica, queriendo decir que la muerte les esperaba).

## Orígenes del términoJolly Roger
Los orígenes del término «Jolly Roger» no están claros, aunque existen varias teorías al respecto. Una de ellas indica que procede del término francés «joli rouge» («rojo bonito»), que los ingleses posteriormente corrompieron a «Jolly Roger». Aunque es cierto que existieron «banderas rojas» que fueron tan temidas, o más, que las «banderas negras», esta explicación parece improbable por tres motivos: en primer lugar, el primer nombre conocido de la bandera negra fue «Old Roger», apareciendo «Jolly» después. En segundo lugar, la bandera roja no fue copiada de los franceses, por lo que parece razonable que tampoco lo fuera la bandera negra. En tercer y último lugar, no existe evidencia alguna de que el término «Jolly Rouge» fuera empleado alguna vez para hacer referencia a ningún tipo de bandera.
El origen de las banderas rojas puede estar en las que usaban los corsarios ingleses por orden del Almirantazgo en 1664, la «red jack». Cuando la Guerra de Sucesión Española acabó en 1714, muchos de los corsarios se convirtieron en piratas y algunos de ellos retuvieron la bandera roja, simbolizando la sangre. No importa cuánto temían los marineros el color negro de los piratas, todos esperaban no encontrarse con la «joli rouge». La bandera roja declaraba descaradamente las intenciones de los piratas: «No se perdonará una vida, no se harán preguntas.»
Otra teoría posiblemente válida es que el nombre "jolly roger" es el resultado de una evolución de distintos términos, cuyas principales artífices de este resultado final fueron las piratas Anne Bonny y Mary Read. Esto se debe a que Jack Rackham (Jack el Calicó) estuvo locamente enamorado de Anne Bonny. Tras la muerte de Jack, Anne se quedó con sus barcos y heredó la bandera, añadiéndole nuevas modificaciones a la misma (Jolly Roger de Jack: una de las espadas fue cambiada por una pistola, en memoria de su gran amiga Mary Read).

Algunas teorías afirman que la Jolly Roger pudo tener sus antecedentes en las insignias templarias.

El término se siguió usando para la bandera negra con una calavera y huesos que apareció hacia 1700.
Otra teoría propone que el caudillo de un grupo de piratas asiáticos era llamado Ali Raja, «Rey del Mar», y que los piratas ingleses se apropiaron y corrompieron el término. Una teoría que va más allá indica que el nombre podría provenir de la palabra inglesa «roger», significando vagabundo errante: «Old Roger» era un apelativo del Diablo.
En su libro «Pirates & The Lost Templar Fleet», David Hatcher Childress afirma que el término fue acuñado por referencia al primer hombre que izó la bandera, el rey Roger II de Sicilia (c. 1095-1154). Roger fue un afamado templario que tuvo una disputa pública con el Papa por sus conquistas en Apulia y Salerno en 1127. Childress opina que, muchos años después de que los templarios fuesen disueltos por la Iglesia, al menos una flota templaria se dividió en cuatro flotas independientes que se dedicaron a la piratería contra cualquier barco de cualquier país que mostrase simpatías por Roma. La bandera era, pues, una herencia y los huesos cruzados eran una obvia referencia al escudo templario original de una cruz roja con las puntas abiertas. Pero esto parece improbable, ya que los Caballeros Templarios usaban una cruz griega y no la cruz de San Andrés (X), la cual es la empleada en las banderas piratas. En cualquier caso, ni Childress ni nadie han dado evidencia actual de que los Templarios alguna vez izaron una bandera como esa, que la flota de los Templarios fue vista después de la disolución de la Orden o de que exista conexión alguna entre los Templarios y la Era de Oro de la piratería.

## Uso en la práctica
A primera vista, puede parecer una mala idea advertir de las intenciones izando la Jolly Roger. Sin embargo, esto puede ser visto como una forma temprana de guerra psicológica. El interés principal de un pirata es capturar el barco objetivo intacto, junto con cualquier carga que pudiese contener. Con una reputación lo suficientemente sanguinaria, un pirata que lanzase al viento la Jolly Roger podría intimidar la tripulación enemiga y obligarla a rendirse sin disparar ni un solo cañonazo. Típicamente, si un barco decidía resistirse, la Jolly Roger era recogida y se izaba la bandera roja, indicando que los piratas iban a tomar el barco por la fuerza y sin mostrar ninguna compasión. Se esperaba que este curso de la acción podría ayudar a extender la idea en muchas tripulaciones de que resistirse era una mala idea para el barco.
Izar la Jolly Roger demasiado pronto como única bandera tenía también sus desventajas. El barco enemigo podría tener suficiente tiempo para escapar. Además, las naves de guerra tenían a menudo órdenes de disparar contra cualquier barco que mostrase esta bandera.

## Uso en la actualidad
En la armada británica, al menos la Royal Navy Submarina sigue enarbolando la Jolly Roger, después de «matar». Así lo hizo, por ejemplo, el comandante Wreford-Brown del HMS Conqueror al arribar a puerto tras hundir al crucero argentino General Belgrano durante la guerra de las Malvinas.

## Ejemplos de Jolly Roger

Bandera usualmente asociada a "Calico" Jack Rackham
Bandera de Emanuel Wynne
Bandera usualmente asociada a Edward Teach "Barbanegra"
Bandera de Henry Every
Bandera de Thomas Tew
Bandera de Stede Bonnet
Bandera de Edward England
Bandera de Christopher Moody
Bandera de Bartholomew Roberts
Bandera de Walter Kennedy
Bandera de Edward Low
Bandera de John Quelch
Bandera de Christopher Condent
Bandera de Richard Worley
Bandera de Olivier Levasseur
Bandera pirata holandesa conocida como "Bloedvlag"
"Prinsenvlag" voló junto al "Bloedvlag".